# ماجد الخليفي
ماجد الخليفي (مواليد 1967) لاعب سابق وإداري وناقد رياضي في قناة الكأس القطرية وأحد مؤسسي برنامج المجلس . رئيس تحرير صحيفة استاد الدوحة القطرية.

## قضية حقوق بث كأس الخليج 2009
في بداية العام 2009 بدأت حرب إعلامية بين قناة أبو ظبي الرياضية متمثلة ب محمد نجيب ويعقوب السعدي وبين قناة الدوري والكأس من خلال استضافتهما هاتفياً في برنامج المجلس وواصلا عند مهاتفتهما اتهام الجزيرة الرياضية بأنها تبيع بمبالغ للقنوات بمبالغ خيالية وتبيع لمن تريد ولمن تشاء، ولكن مقدم البرنامج خالد جاسم رد عليهم وقال أن القنوات الإماراتية الرياضية قد باعت حقوق بطولة خليجي 18 لقناة الدوري والكأس قبل 12 ساعة من انطلاق البطولة ثم أنذر يعقوب السعدي بفتح ملفات قديمة تخص البطولة السابقة وما حدث فيها من إساءة لقطر ولدول خليجية أخرى مما عجل بيعقوب السعدي بإغلاق الهاتف وقد فعل محمد نجيب بذاته عندما قطع اتصاله بضيوف المجلس وراعيه ويجر من خلفه أذيال الخيبة وعدم وجود الحجة البالغة خاصة عندما قال ناصر الخليفي مدير عام قنوات الجزيرة الرياضية بأن الجزيرة الرياضية عندما لم تنقل بطولة خليجي 18 لم تفعل ما فعلته قناة أبوظبي الرياضية من حملة إعلامية مغرضة ومشينة تجاه قناتي أبو ظبي ودبي الرياضيتين أو اللجنة المنظمة العليا في دولة الإمارات العربية المتحدة. وما حدث من ملاسنات كلامية ومشاحنات بين ماجد الخليفي الناقد الفني في قناة الدوري والكأس وضيف من ضيوف المجلس الدائمين ومحمد نجيب مدير قناة أبوظبي... الرياضية.

## وصلات خارجية
- ماجد الخليفي على تويتر